# Jan Tříska (sochař)
Jan Tříska (4. prosince 1904 Pelhřimov – 24. září 1976 Prostějov) byl český akademický sochař, známý tvorbou pomníků významným osobnostem a událostem.

## Život a dílo

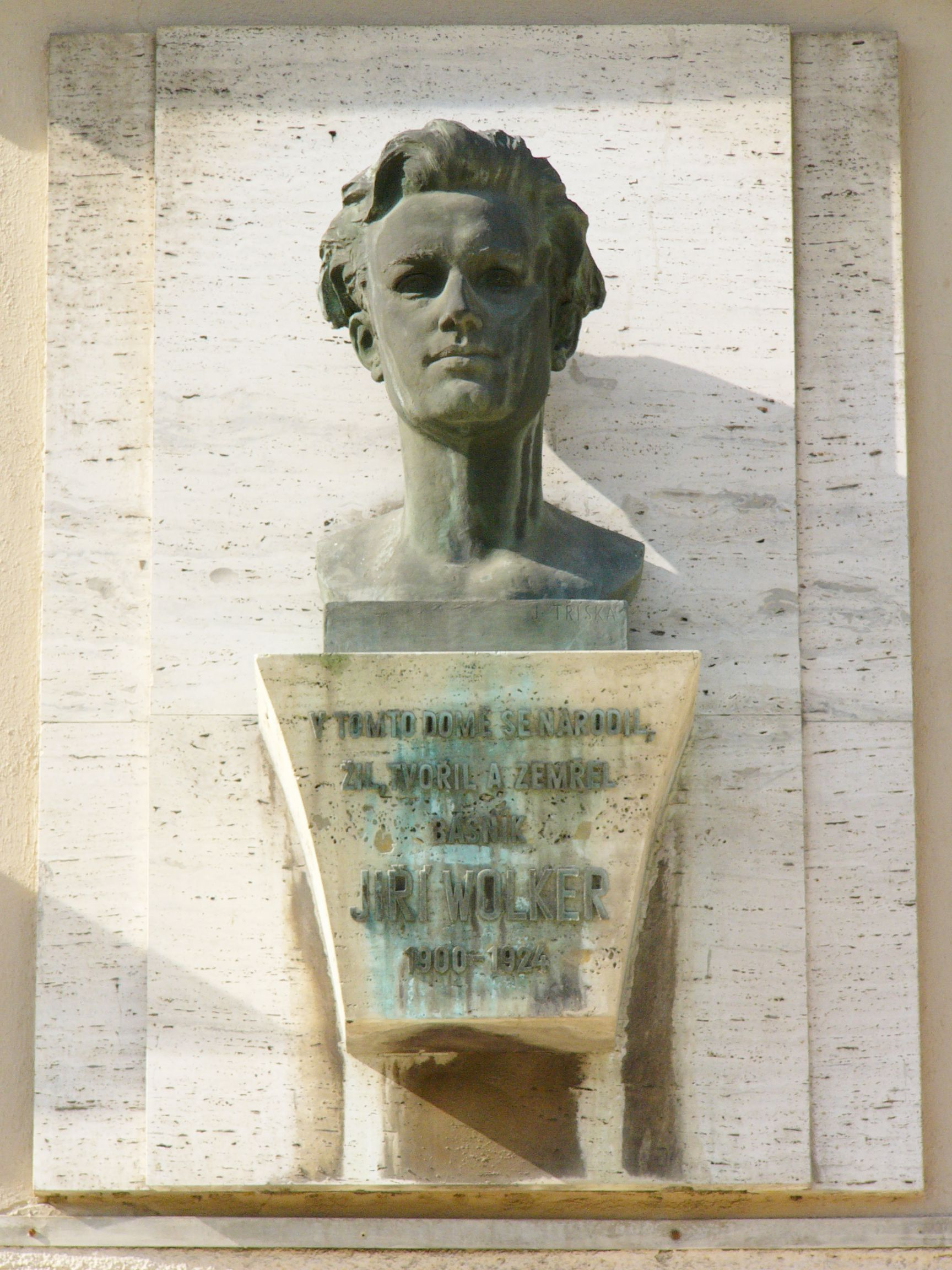
Busta Jiřího Wolkera na rodném domě v Prostějově od Jana Třísky

Narodil se 4. prosince 1904 v Pelhřimově v rodině tesařského mistra. Nadání pro výtvarné umění měli všichni tři jeho sourozenci. Jeho bratr Stanislav, který zemřel mladý v roce 1934, byl grafikem. Druhý bratr František se zabýval malbou.
Jan v mládí pracoval nejprve u svého strýce v zemědělství, ale záhy následoval bratra Františka, tou dobou člena kočovné divadelní společnosti ředitele Türschela-Slavinského. Za pobytu společnosti v Tršicích poznal Jan místního kamenosochaře Čeňka Palíka. Na to opustil divadelní společnost a nastoupil do Palíkovy dílny, kde se po dvou letech vyučil kamenosochařem. Další rok získával Jan Tříska další zkušenosti u olomouckého sochaře Julia Pelikána.
Po skončení vojenské služby v roce 1926 se Jan přihlásil ke studiu na pražské Akademii výtvarných umění. Studoval sochařství a medailérství u prof. Otakara Španiela. Akademii ukončil v roce 1931. Následoval studijní pobyt v Paříži, který Jana Třísku nepochybně v jeho další tvorbě ovlivnil. Nakonec se Jan Tříska vrátil na Hanou, když v roce 1932 přišel za svou budoucí ženou do Prostějova, kde se usadil natrvalo.
V Prostějova pak vznikají první velká díla, mezi nimi především pomník Bedřicha Smetany v Prostějově z let 1934 a 1935 či pamětní deska k 500. výročí narození Matěje Rejska, z roku 1949, umístěná na prostějovské radnici. Významným dílem byl rovněž památník obětí druhé světové války v Javoříčku z let 1952–1955 a pomník obětem 2. světové války v Jablunkovském arboretuu v Jablunkově. Z dalších prací lze uvést např. bustu Jiřího Wolkera na jeho rodném domě v Prostějově či pomník F. S. Procházky v Náměšti na Hané. Od konce čtyřicátých let se Jan Tříska navíc věnoval tvorbě medailí a plaket a i tuto tvorbu lze považovat za významnou. V přehledu díla sochaře Jana Třísky nelze opomenout ani jeho práci restaurátorskou. Renovoval mimo jiné portál prostějovského zámku, sgrafita Jana Kotěry a Františka Kysely na Národním domě v Prostějově, či sgrafita Jana Preislera pro prostějovskou Obchodní akademii.
Sochař Jan Tříska zemřel 24. září 1976 v Prostějově a je pohřben na tamějším hřbitově.

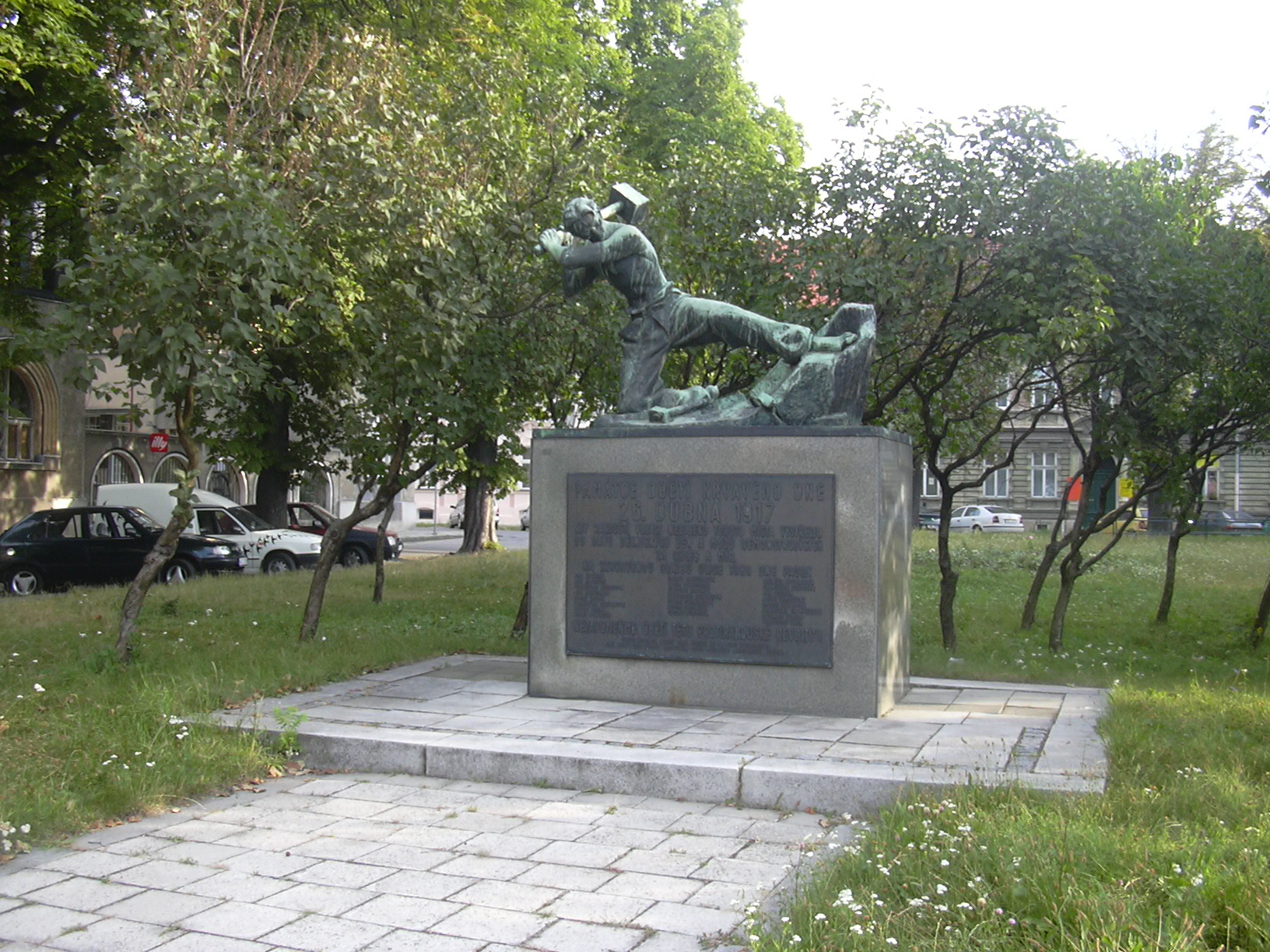
Pomník obětem hladové stávky v Prostějově
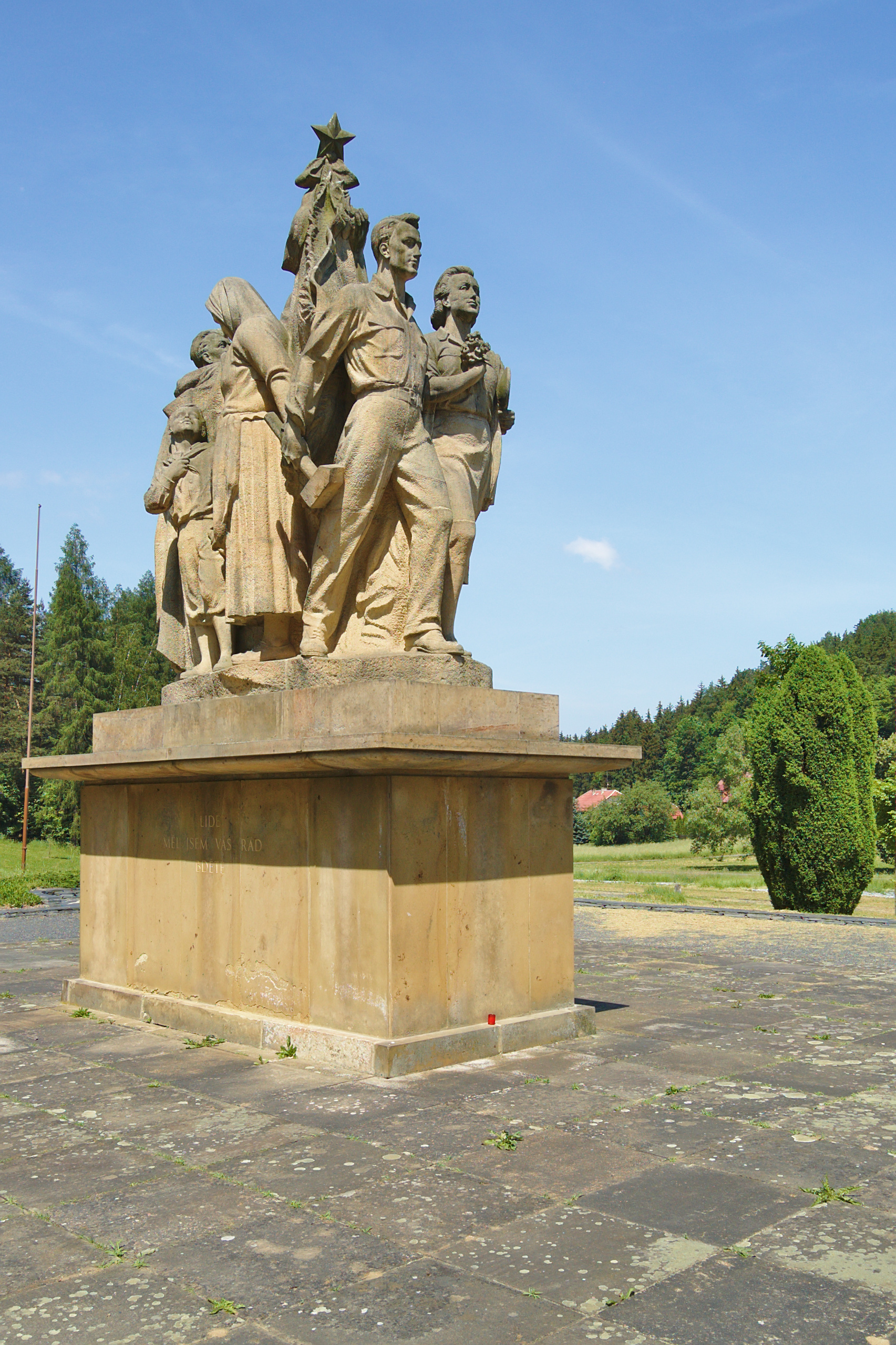
Památník obětí druhé světové války v Javoříčku vytvořil Jan Tříska a Miroslav Putna
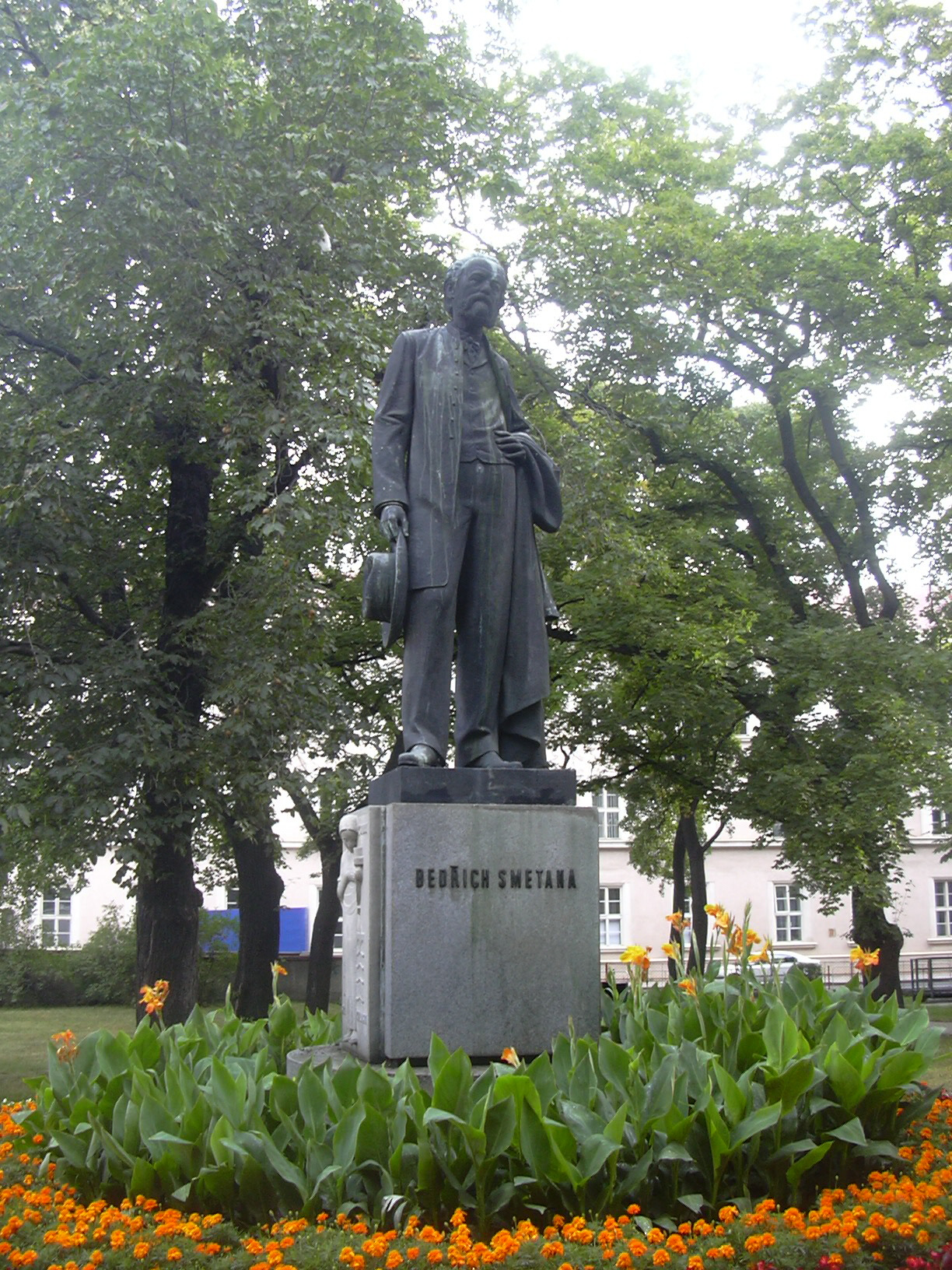
Památník Bedřicha Smetany v Prostějově
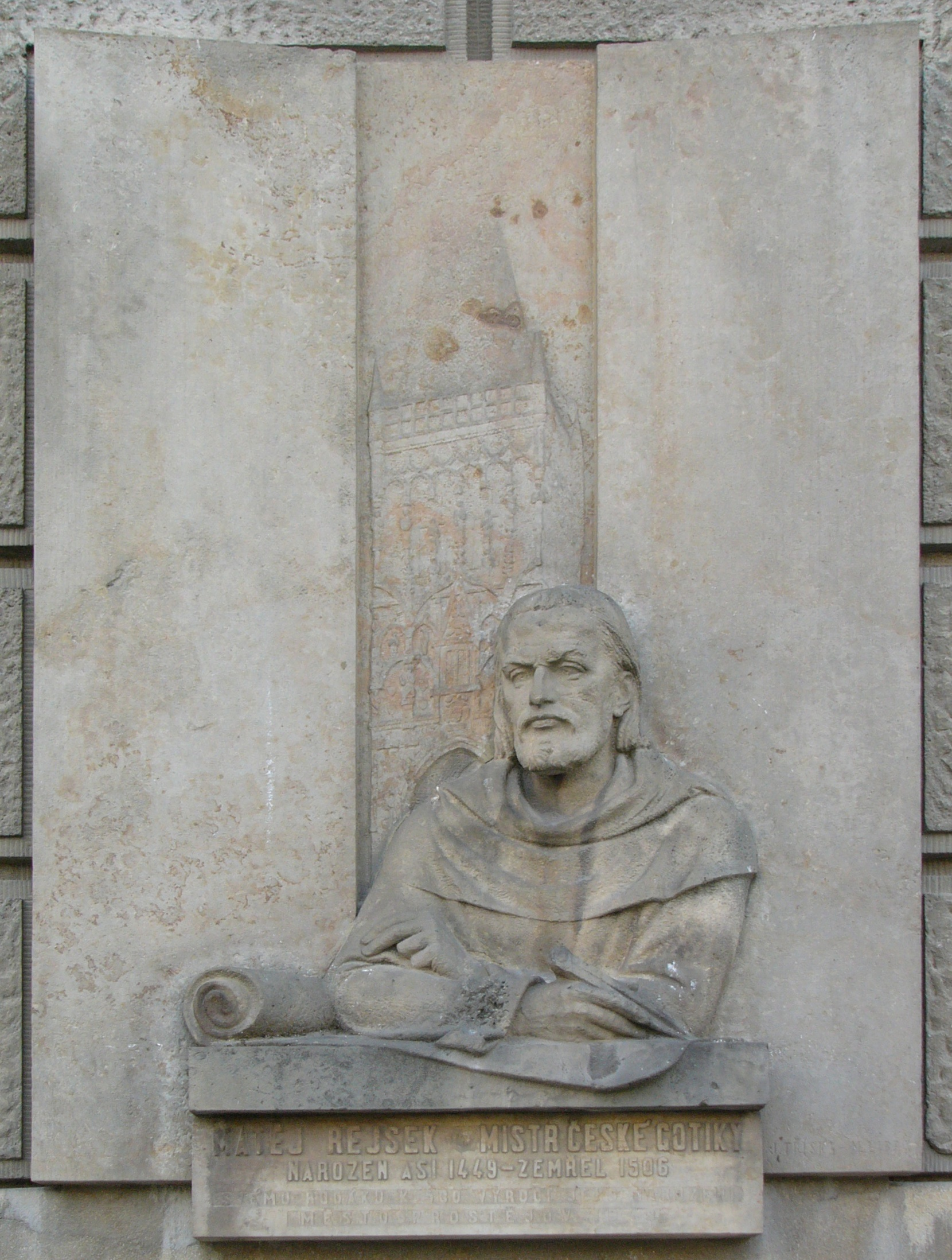
Pamětní deska Matěje Rejska na Nové radnici v Prostějově
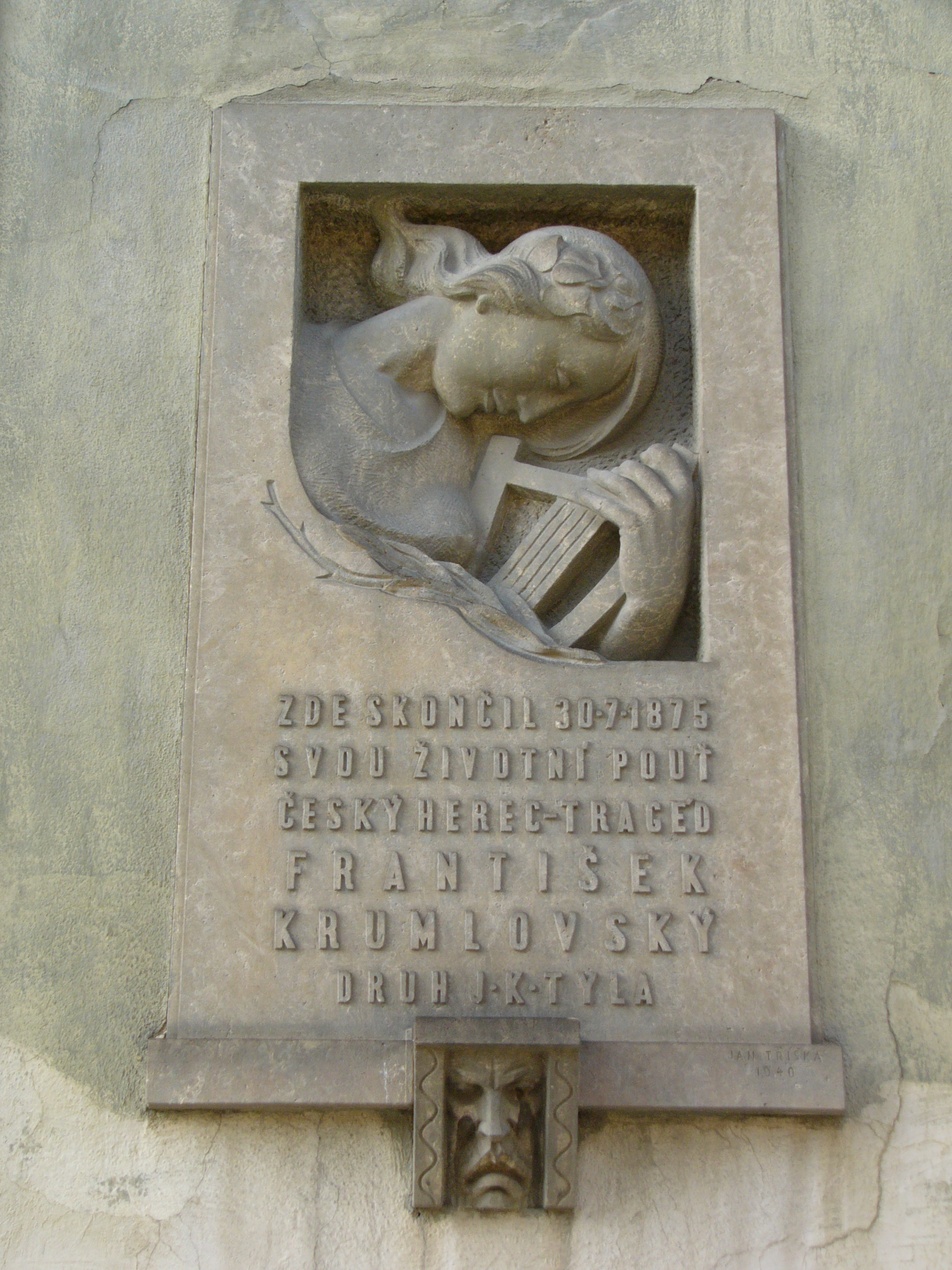
Pamětní deska Františkovi Krumlovskému na budově bývalého kláštera Milosrdných bratří ve Svatoplukově ulici v Prostějově. Deska byla odhalena 29. prosince 1940.
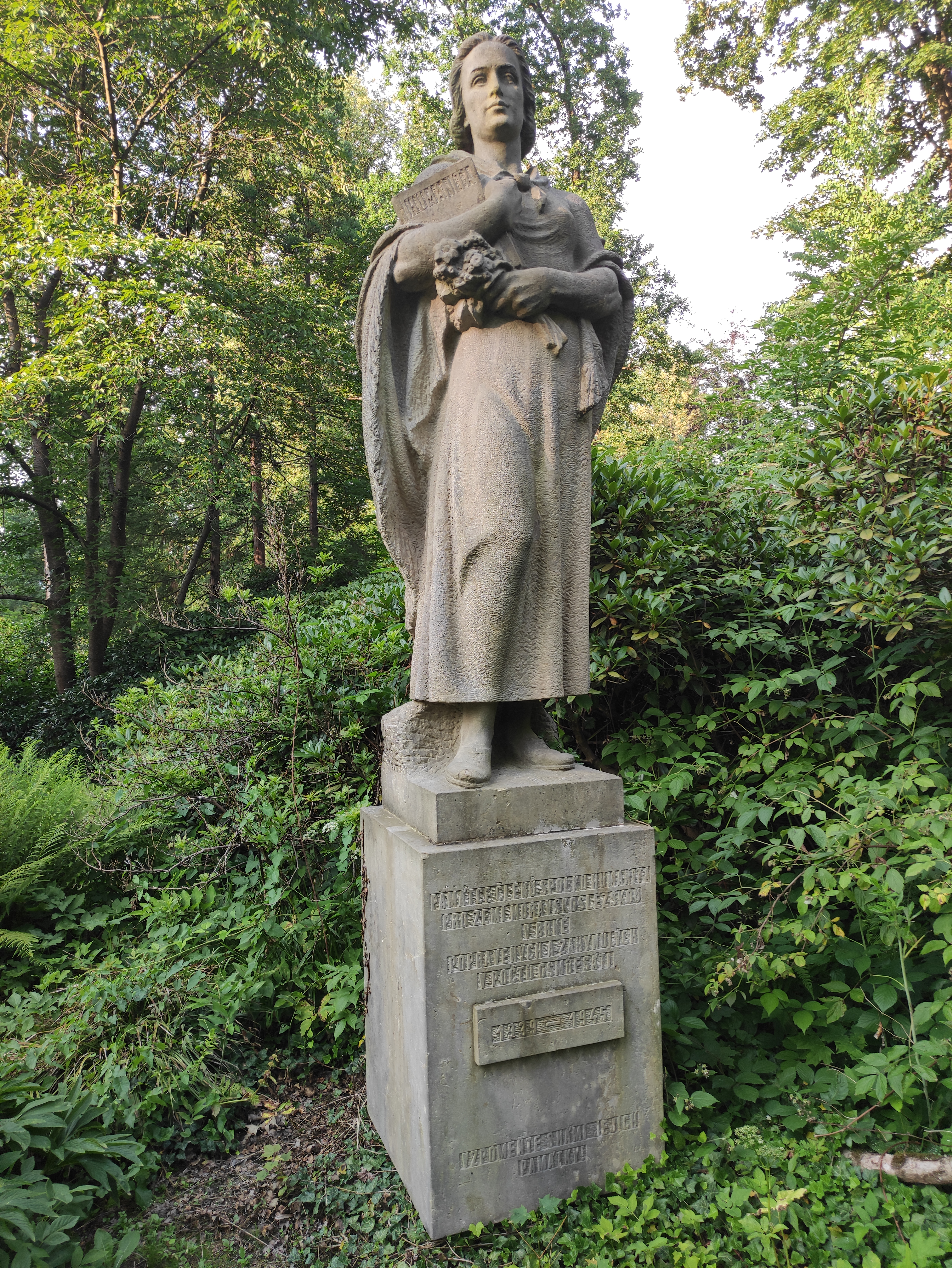
Pomník obětem 2. světové války, Jablunkovské arboretum, Jablunkov